# Portugees Open
Het Portugees Open is een golftoernooi dat deel uitmaakt van de Europese PGA Tour sinds 1973 en van de Ladies European Tour sinds 2002.

## Heren
In de loop der jaren hebben verschillende toernooien van de Europese Tour plaatsgevonden in Portugal, waarvan het Portugees Open het oudste evenement is:
- Portugees Open: sinds 1973; in 1980, 1981 en 2010 niet gespeeld;
- Vinho Verde Atlantic Open: alleen in 1990, gewonnen door Stephen McAllister;
- Madeira Island Open: sinds 1993;
- Portugal Masters: sinds 2007;
- Estoril Open: 1999, op de Penha Longa Golf Club, gewonnen door Jean François Remesy.

In 2010 werd het Portugees Open geannuleerd. In hetzelfde jaar startte de Portugal Masters.

#### Winnaars vanaf 1973
| Jaar                                              | Baan                  | Winnaar              |
| Portuguese Open                                   | Portuguese Open       | Portuguese Open      |
| ------------------------------------------------- | --------------------- | -------------------- |
| 1973                                              | Penina Golf           | Jaime Benito         |
| 1974                                              | Estoril Golf Club     | Brian Huggett        |
| 1975                                              | Penina Golf           | Hal Underwood        |
| 1976                                              | Quinta do Lago        | Salvador Balbuena    |
| 1977                                              | Penina Golf           | Manuel Ramos         |
| 1978                                              | Penina Golf           | Howard Clark         |
| 1979                                              | Vilamoura Golf Club   | Brian Barnes         |
| 1980                                              | geen toernooi         | geen toernooi        |
| 1981                                              | geen toernooi         | geen toernooi        |
| 1982                                              | Penina Golf           | Sam Torrance         |
| 1983                                              | Troia Golf            | Sam Torrance         |
| 1984                                              | Quinta do Lago        | Tony Johnstone       |
| 1985                                              | Quinta do Lago        | Warren Humphreys     |
| 1986                                              | Quinta do Lago        | Mark McNulty         |
| 1987                                              | Golf do Estoril       | Robert Lee           |
| 1988                                              | Quinta do Lago        | Mike Harwood         |
| Portuguese Open TPC                               |                       |                      |
| 1989                                              | Quinta do Lago        | Colin Montgomerie    |
| 1990                                              | Quinta do Lago        | Michael McLean       |
| Portuguese Open                                   |                       |                      |
| 1991                                              | Estela Golf Club      | Steven Richardson    |
| 1992                                              | Vila Sol Golf         | Ronan Rafferty       |
| 1993                                              | Vila Sol Golf         | David Gilford        |
| 1994                                              | Penha Longa Atlantico | Phillip Price        |
| 1995                                              | Penha Longa Atlantico | Adam Hunter          |
| 1996                                              | Aroeira               | Wayne Riley          |
| 1997                                              | Aroeira               | Michael Jonzon       |
| 1998                                              | Penina Golf           | Peter Mitchell       |
| Algarve Portuguese Open                           |                       |                      |
| 1999                                              | Penina Golf           | Van Phillips         |
| 2000                                              | Penina Golf           | Gary Orr             |
| Algarve Open de Portugal                          |                       |                      |
| 2001                                              | Quinta do Lago        | Phillip Price        |
| 2002                                              | Vale do Lobo          | Carl Pettersson      |
| 2003                                              | Vale do Lobo          | Fredrik Jacobson     |
| Algarve Open de Portugal Caixa Geral de Depositos |                       |                      |
| 2004                                              | Penina Golf           | Miguel Angel Jiménez |
| Estoril Open de Portugal Caixa Geral de Depositos |                       |                      |
| 2005                                              | Oitavos Dunes         | Paul Broadhurst      |
| Algarve Open de Portugal Caixa Geral de Depositos |                       |                      |
| 2006                                              | Penina Golf           | Paul Broadhurst      |
| Estoril Open de Portugal                          |                       |                      |
| 2007                                              | Oitavos Dunes         | Pablo Martín (AM)    |
| 2008                                              | Oitavos Dunes         | Grégory Bourdy       |
| 2009                                              | Oitavos Dunes         | Michael Hoey         |
| 2010                                              | Penha Longa Golf Club | geannuleerd          |

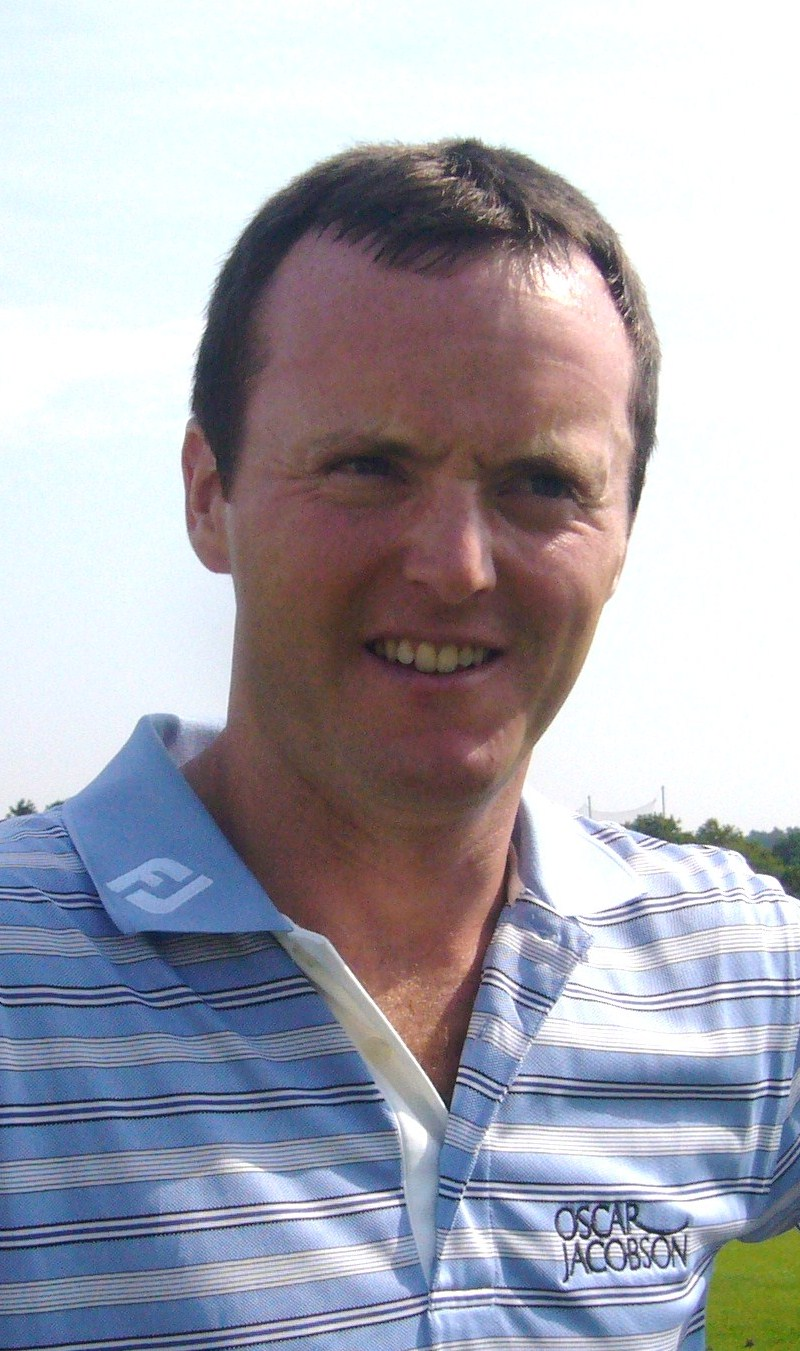
Michael Hoey, winnaar 2009

Het eerste Open vond plaats op de Penina Golf Club. Het eindigde in een play-off tussen Bernard Gallacher en Jaime Benito.

In 2009 behaalt de Noord-Ier Michael Hoey zijn eerste overwinning op de Europese Tour na een play-off van drie holes tegen Gonzalo Fernandez-Castaño uit Spanje. Derde werd Francesco Molinari en Maarten Lafeber werd 12de, Wil Besseling en Inder van Weerelt 54ste.

#### Winnaars voor 1973
| Jaar | Winnaar       |
| ---- | ------------- |
| 1970 | Brian Huggett |